# Vexillum trophonium
Vexillum trophonium là một loài ốc biển nhỏ, một động vật thân mềm chân bụng sống ở biển trong họ Costellariidae.

## Mô tả
Vỏ phát triển đến chiều dài 20 mm.

## Phân bố
Loài này phân bố ở Đại Tây Dương từ Florida đến Brazil.